# Manitol
Manitolul este un alditol (alcool polihidroxilic) derivat de la manoză, care prezintă mai multe utilizări, ca îndulcitor și ca medicament (în tratamentul edemului cerebral, al hipertensiunii intracraniene, al glaucomului acut, al fibrozei chistice și al constipației).
Descoperirea manitolului a fost realizată de către Joseph Louis Proust în anul 1806. Se află pe lista medicamentelor esențiale ale Organizației Mondiale a Sănătății.

## Utilizări

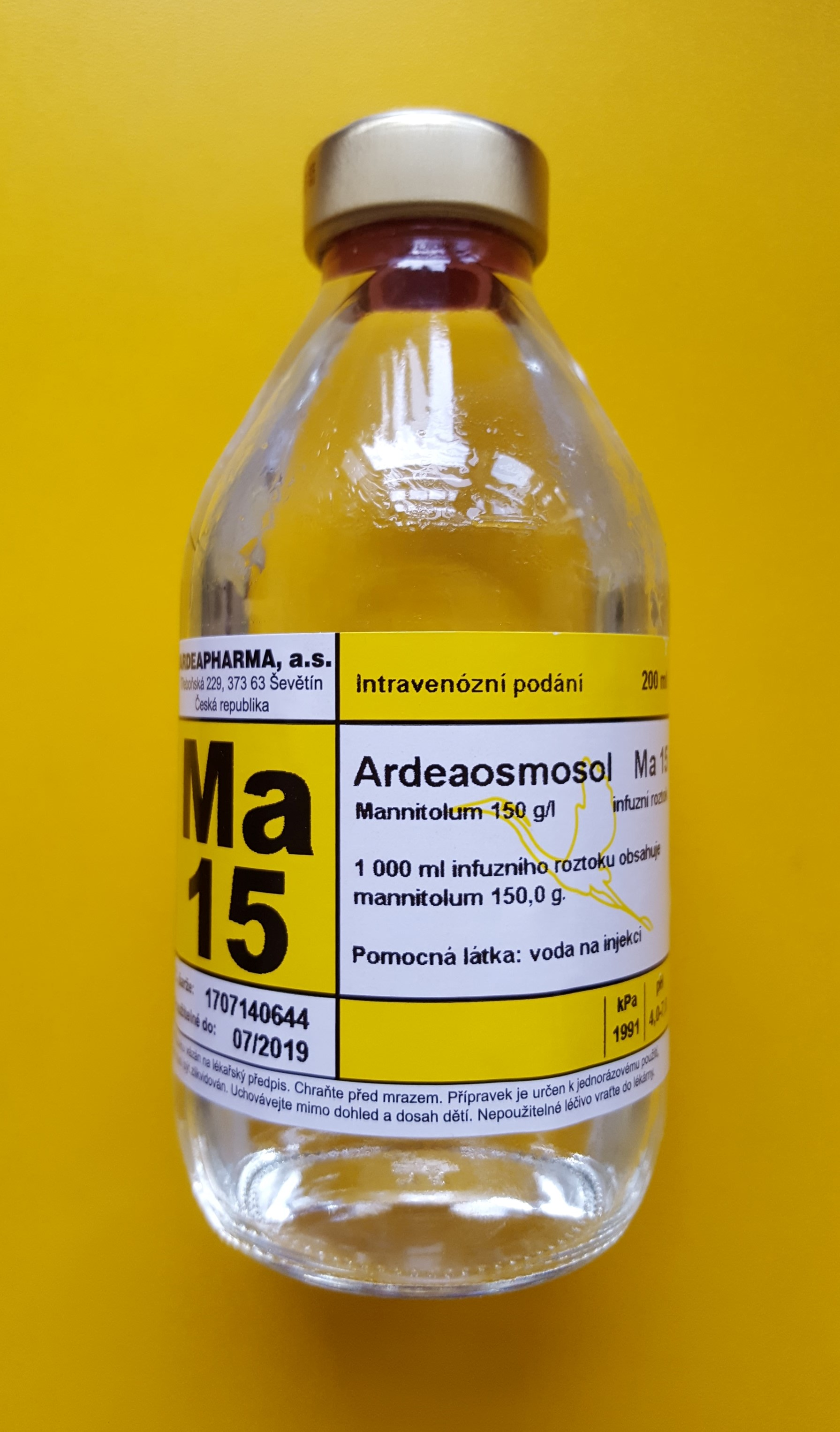
Soluție de manitol de concentrație 15%, de uz intravenos

### Utilizări medicale
Manitolul prezintă un dublu efect, fiind atât diuretic prin mecanism osmotic, cât și laxativ prin mecanism osmotic.
Pentru efectul diuretic, manitolul se administrează perfuzabil și este indicat în următoarele condiții:
- prevenirea anuriei
- fazele precoce ale insuficienței renale acute
- intoxicații acute cu compuși nefrotoxici sau alte substanțe eliminabile pe care urinară
- edem cerebral, hipertensiune intracraniană
- criză de glaucom acut congestiv și înaintea unor intervenții oftalmologice.

Pentru efectul său laxativ osmotic, se administrează oral și este indicat în constipație. Dozele necesare pentru apariția efectului sunt cele mai mari de 20 g.
O indicație mai nouă, dar prin administrare inhalatorie a manitolului, este tratamentul fibrozei chistice (FC) la adulți cu vârsta de 18 ani și peste ca
terapie adjuvantă la cel mai bun tratament standard.

### Ca îndulcitor
Manitolul este utilizat ca îndulcitor, fiind utilizat adesea în alimentația pacienților diabetici, deoarece nu se absoarbe de la nivel intestinal și astfel nu poate să crească glicemia.

## Reacții adverse
Principalele efecte adverse asociate tratamentului cu manitol sunt: dezechilibrele hidro-electrolitice și deshidratarea. Reacții adverse mai grave care pot apărea sunt: agravarea insuficienței cardiace și a problemelor renale.